# Maillet (Indre)
Maillet település Franciaországban, Indre megyében. Lakosainak száma 242 fő (2022. január 1.). Maillet Bouesse, Cluis, Gournay, Malicornay, Mosnay és Orsennes községekkel határos.

## Népesség
A település népességének változása:
| Lakosok száma | 377  | 283  | 261  | 258  | 268  | 266  | 263  | 260  | 260  | 242  |
|               | 1968 | 1982 | 1990 | 2006 | 2013 | 2015 | 2017 | 2019 | 2020 | 2022 |